# Saint-Paul (Orne)
Pour les articles homonymes, voir Saint-Paul.
Saint-Paul est une commune française, située dans le département de l'Orne en région Normandie.

## Géographie

### Description
La commune est au sud du Bocage flérien, partie du Bocage normand.
Son bourg est à 5,5 km à l'ouest de Flers, à 9,5 km à l'est de Tinchebray et à 21 km à l'est de Domfront.
Le bourg est traversé par le sentier de grande randonnée GR 22B, un itinéraire alternatif du GR 22 « du parvis de la cathédrale Notre-Dame de Paris à la célèbre abbaye du Mont-Saint-Michel ».
La commune se trouve dans l'aire d'attraction de Flers, ainsi que dans la zone d'emploi et dans le bassin de vie de cette ville

### Communes limitrophes
Les communes limitrophes sont  Chanu, Flers, La Chapelle-Biche, La Lande-Patry et Landisacq.
| Landisacq | Landisacq         | La Lande-Patry    |
| Chanu     | Saint-Paul        | Flers             |
| Chanu     | La Chapelle-Biche | La Chapelle-Biche |

### Géologie et relief
La superficie de la commune est de 7,96 km2 ; son altitude varie de 193  à   294 mètres.

### Hydrographie
La commune est située dans le bassin Seine-Normandie. Elle est drainée par la Visance, le Hariel, la Gomondière, le cours d'eau 01 du Hamel Jenvrin, le fossé 01 de Hamel Dauphy et le ruisseau de Noire Vallée,.
La Visance constitue la limite nord-ouest du territoire communal. D'une longueur de 11 km, elle prend sa source dans la commune de Chanu et se jette  dans la Vère en limite de La Lande-Patry et de Caligny, après avoir traversé six communes. 
Un plan d'eau complète le réseau hydrographique : l'étang de la Visance, d'une superficie totale de 14,4 ha (3,28 ha sur la commune),.

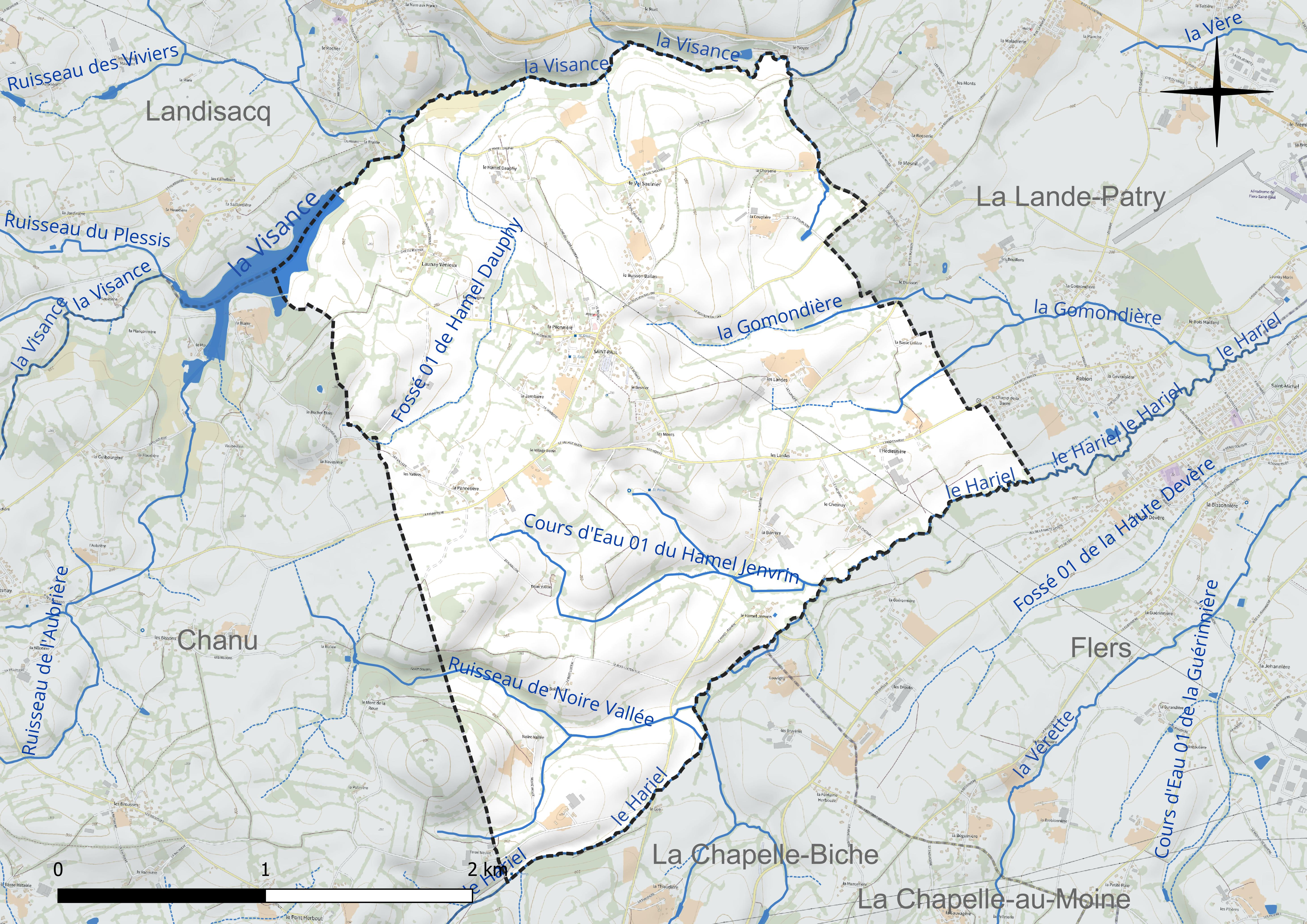
Réseau hydrographique de Saint-Paul.

### Climat
Pour des articles plus généraux, voir Climat de la Normandie et Climat de l'Orne.
En 2010, le climat de la commune est de type climat océanique franc, selon une étude du CNRS s'appuyant sur une série de données couvrant la période 1971-2000. En 2020, Météo-France publie une typologie des climats de la France métropolitaine dans laquelle la commune est exposée à un climat océanique et est dans la région climatique Normandie (Cotentin, Orne), caractérisée par une pluviométrie relativement élevée (850 mm/a) et un été frais (15,5 °C) et venté. Parallèlement le GIEC normand, un groupe régional d’experts sur le climat, différencie quant à lui, dans une étude de 2020, trois grands types de climats pour la région Normandie, nuancés à une échelle plus fine par les facteurs géographiques locaux. La commune est, selon ce zonage, exposée à un « climat contrasté des collines », correspondant au Bocage normand, bien arrosé, voire très arrosé sur les reliefs les plus exposés au flux d’ouest, et frais en raison de l’altitude.
Pour la période 1971-2000, la température annuelle moyenne est de 10,2 °C, avec une amplitude thermique annuelle de 13,5 °C. Le cumul annuel moyen de précipitations est de 1 015 mm, avec 14,2 jours de précipitations en janvier et 8,4 jours en juillet. Pour la période 1991-2020, la température moyenne annuelle observée sur la station météorologique la plus proche, située sur la commune d'Athis-Val de Rouvre à 12 km à vol d'oiseau, est de 10,6 °C et le cumul annuel moyen de précipitations est de 944,7 mm,. Pour l'avenir, les paramètres climatiques de la commune estimés pour 2050 selon différents scénarios d’émission de gaz à effet de serre sont consultables sur un site dédié publié par Météo-France en novembre 2022.

## Urbanisme

### Typologie
Au 1er janvier 2024, Saint-Paul est catégorisée commune rurale à habitat dispersé, selon la nouvelle grille communale de densité à sept niveaux définie par l'Insee en 2022.
Elle est située hors unité urbaine. Par ailleurs la commune fait partie de l'aire d'attraction de Flers, dont elle est une commune de la couronne,. Cette aire, qui regroupe 38 communes, est catégorisée dans les aires de 50 000 à moins de 200 000 habitants,.

### Occupation des sols

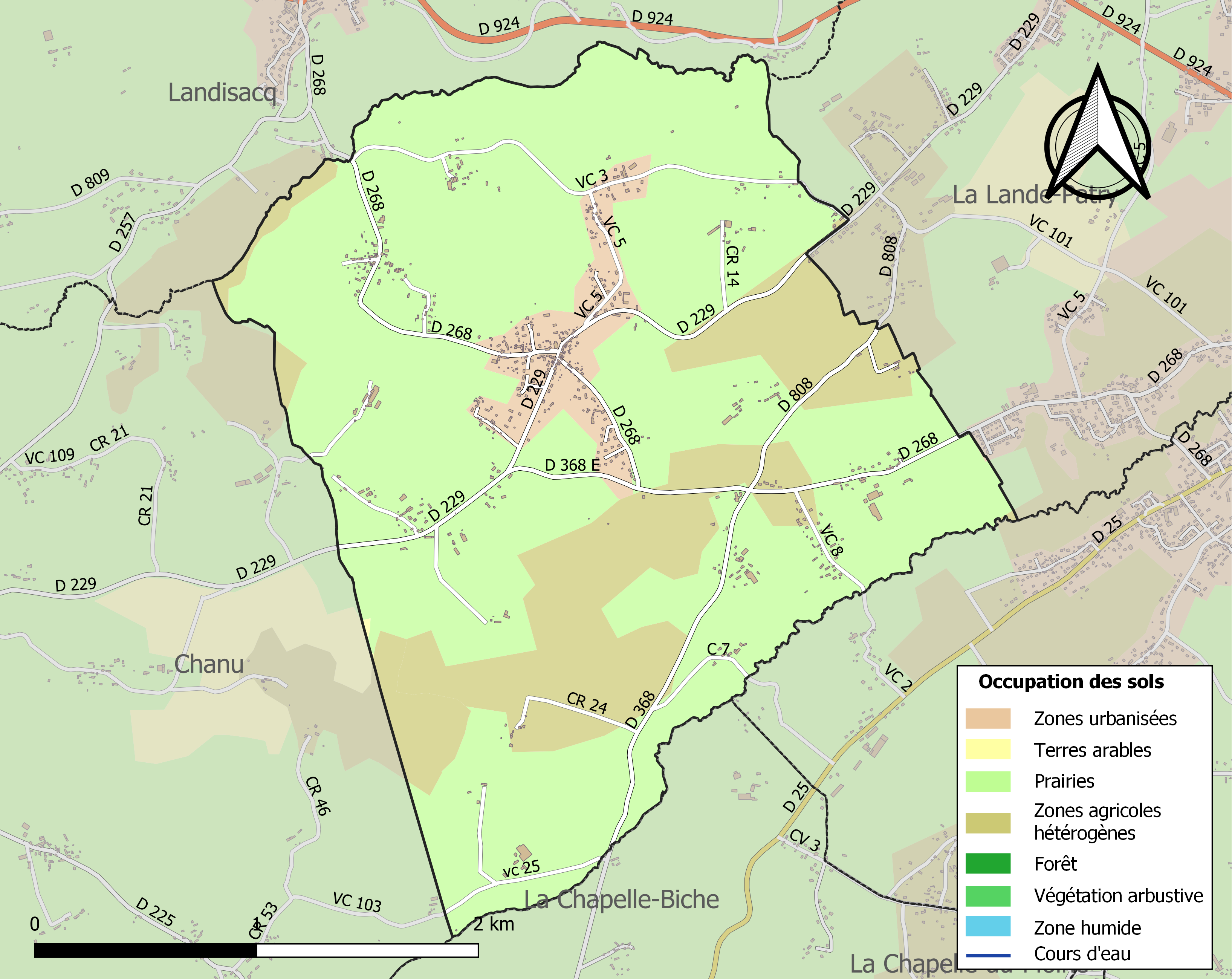
Carte des infrastructures et de l'occupation des sols de la commune en 2018 (CLC).

L'occupation des sols de la commune, telle qu'elle ressort de la base de données européenne d’occupation biophysique des sols Corine Land Cover (CLC), est marquée par l'importance des territoires agricoles (94,5 % en 2018), en diminution par rapport à 1990 (100 %).
La répartition détaillée en 2018 est la suivante : prairies (74,6 %), zones agricoles hétérogènes (19,8 %), zones urbanisées (5,5 %).
L'évolution de l’occupation des sols de la commune et de ses infrastructures peut être observée sur les différentes représentations cartographiques du territoire : la carte de Cassini (XVIIIe siècle), la carte d'état-major (1820-1866) et les cartes ou photos aériennes de l'IGN pour la période actuelle (1950 à aujourd'hui).

### Habitat et logement
En 2021, le nombre total de logements dans la commune était de 319, alors qu'il était de 307 en 2016 et en 2011.
Parmi ces logements, 88 % étaient des résidences principales, 4,9 % des résidences secondaires et 7,1 % des logements vacants. Ces logements étaient pour 99,1 % d'entre eux des maisons individuelles et pour 0,9 % des appartements.
Le tableau ci-dessous présente la typologie des logements à Saint-Paul en 2021 en comparaison avec celle de l'Orne et de la France entière. Une caractéristique marquante du parc de logements est ainsi la faible proportion des résidences secondaires et logements occasionnels (4,9 %) par rapport au département (10,6 %) et à la France entière (9,7 %). 
| Typologie                                               | Saint-Paul | Orne | France entière |
| ------------------------------------------------------- | ---------- | ---- | -------------- |
| Résidences principales (en %)                           | 88         | 78,5 | 82,2           |
| Résidences secondaires et logements occasionnels (en %) | 4,9        | 10,6 | 9,7            |
| Logements vacants (en %)                                | 7,1        | 10,8 | 8,1            |

## Toponymie
La paroisse est dédiée à Paul de Tarse, 13e apôtre du Christ.
Le gentilé est Saint-Paulien.

## Histoire
La commune de Saint-Paul est créée en 1853 par démembrement de La Lande-Patry.

## Politique et administration

### Rattachements administratifs et électoraux

#### Rattachements administratifs
La commune se trouve depuis 1926 dans l'arrondissement d'Argentan du département de l'Orne.
Elle faisait partie de sa création en 1853 à 1982 du canton de Flers, année où celui-ci est scindé et la commune rattachée au canton de Flers-Sud. Dans le cadre du redécoupage cantonal de 2014 en France, cette circonscription administrative territoriale a disparu, et le canton n'est plus qu'une circonscription électorale.

#### Rattachements électoraux
Pour les élections départementales, la commune fait partie depuis 2014 du canton de Flers-1
Pour l'élection des députés, elle fait partie de la troisième circonscription de l'Orne.

### Intercommunalité
Saint-Paul est  membre depuis 2008 de la  communauté d'agglomération du Pays de Flers, un établissement public de coopération intercommunale (EPCI) à fiscalité propre créé en 2000 et auquel la commune a transféré un certain nombre de ses compétences, dans les conditions déterminées par le code général des collectivités territoriales.
Cette intercommunalité a pris sa dénomination actuelle de Flers Agglo en 2015.

### Administration municipale
Compte tenu de la population de la commune, son conseil municipal est composé de quinze membres dont le maire et ses adjoints.

### Liste des maires
| Période                                  | Période                        | Identité              | Étiquette | Qualité                        |
| ---------------------------------------- | ------------------------------ | --------------------- | --------- | ------------------------------ |
| Les données manquantes sont à compléter. |                                |                       |           |                                |
| 1853                                     | novembre 1860                  | Auguste Havas         |           | 1er maire (Launay-Vénieux)     |
| 1860                                     | avril 1870                     | Eustache Lechevrel    |           | Propriétaire (le Hamel Dauphy) |
| 1870                                     | août 1870                      | Charles Hodiesne      |           | Maire par intérim              |
| août 1870                                | mai 1871                       | Charles Hodiesne      |           | Fabricant (le Valsaunier)      |
| 1871                                     | mai 1878                       | Victor Hodiesne       |           | Cultivateur (la Barrère)       |
| août 1878                                | mai 1888                       | Alexandre Lechevrel   |           | Propriétaire (Launay-Vénieux)  |
| mai 1888                                 | octobre 1896                   | Jules Dumesnil        |           | Propriétaire (la Couplière)    |
| décembre 1896                            | 1913                           | Jules Lechevrel       |           |                                |
| 1913                                     | 1942                           | Joseph Lechevrel      |           |                                |
| 1942                                     | 1945                           | Joseph Vaubaillon     |           | Maire par intérim              |
| 1945                                     | mars 1965                      | Joseph Vaubaillon     |           |                                |
| mars 1965                                | mars 1989                      | Kléber Landais        |           |                                |
| mars 1989                                | mars 2008                      | Anne-Marie Lecellier  |           |                                |
| mars 2008                                | mai 2020                       | Jean-Marie Pothé      | SE        | Responsable d'agence           |
| mai 2020,                                | octobre 2022                   | M. Claude Montembault | SE        | Retraité Mort en fonction      |
| décembre 2022                            | En cours (au 30 novembre 2023) | Jean-Marie Pothé      |           | Cadre retraité                 |

## Population et société

### Démographie
L'évolution du nombre d'habitants est connue à travers les recensements de la population effectués dans la commune depuis 1856. Pour les communes de moins de 10 000 habitants, une enquête de recensement portant sur toute la population est réalisée tous les cinq ans, les populations de référence des années intermédiaires étant quant à elles estimées par interpolation ou extrapolation. Pour la commune, le premier recensement exhaustif entrant dans le cadre du nouveau dispositif a été réalisé en 2007.

En 2022, la commune comptait 652 habitants, en évolution de −2,1 % par rapport à 2016 (Orne : −3,21 %, France hors Mayotte : +2,11 %).
| 1856  | 1861  | 1866  | 1872  | 1876  | 1881  | 1886  | 1891  | 1896  |
| ----- | ----- | ----- | ----- | ----- | ----- | ----- | ----- | ----- |
| 1 202 | 1 259 | 1 251 | 1 194 | 1 186 | 1 118 | 1 105 | 1 079 | 1 013 |

| 1901 | 1906 | 1911 | 1921 | 1926 | 1931 | 1936 | 1946 | 1954 |
| ---- | ---- | ---- | ---- | ---- | ---- | ---- | ---- | ---- |
| 913  | 780  | 723  | 549  | 504  | 508  | 470  | 477  | 506  |

| 1962 | 1968 | 1975 | 1982 | 1990 | 1999 | 2006 | 2007 | 2012 |
| ---- | ---- | ---- | ---- | ---- | ---- | ---- | ---- | ---- |
| 505  | 415  | 522  | 601  | 584  | 560  | 637  | 648  | 636  |

| 2017 | 2022 | - | - | - | - | - | - | - |
| ---- | ---- | - | - | - | - | - | - | - |
| 680  | 652  | - | - | - | - | - | - | - |

Saint-Paul a compté jusqu'à 1 259 habitants en 1861.

### Sports et loisirs
Le Saint-Paul Olympique fait évoluer une équipe de football en division de district.
L’association d’aéromodélisme l’Escadrille des cèdres, qui dispose d'un terrain de 4 ha près du bassin de Landisacq, compte environ 30 adhérents en 2021.

## Économie
L’ensemble de l’activité économique de Saint-Paul se résume par la présence d’une boulangerie et d’un dentiste, ce dernier installé au Pôle des Tilleuls.
À noter par ailleurs que l’aérodrome de Flers, géographiquement situé à la Lande-Patry est, de fait, rattaché à la commune de Saint-Paul, expliquant son nom « Aérodrome Flers-Saint-Paul ».

## Culture locale et patrimoine

### Lieux et monuments
- Église Saint-Paul (début XXe siècle).
- Pôle des Tilleuls[C'est-à-dire ?].
- Monument aux morts, rénové.

## Pour approfondir